# Jean Claude Lemire
Jean Claude Lemire o Kakie el Katanguès (Pau, 1943 - Vernon, 26 de juny de 1968) va ser una persona coneguda per la seva participació en la revolució del maig del 1968 francès.
Havia treballat de missatger, assegurava que havia estat mercenari al Congo i simulava ser estudiant. Va liderar el Grup dels Katanguesos que estava format per marginats extremadament violents. Va ser assassinat el 28 de juny a prop de Vernon per Christian Haricourt, també anomenat Claude Maresco, que era un legionari desertor. Després del seu assassinat hi hagué sospites sobre si en realitat era un infiltrat.